# Michael Uchebo
Michael Uchebo est un footballeur nigérian, né le 27 septembre 1990 à Enugu. Il évolue comme attaquant.

## Palmarès
- Finaliste de la Coupe de Belgique en 2013 avec le Cercle Bruges